# ده‌تل (منج)
ده‌تل یک روستا در ایران است که در بخش منج شهرستان لردگان واقع شده‌است. ده‌تل ۳۵۳ نفر جمعیت دارد.

## جمعیت
این روستا در دهستان بارز قرار دارد و براساس سرشماری مرکز آمار ایران در سال ۱۳۸۵، جمعیت آن ۳۵۳ نفر (۶۹ خانوار) بوده‌است.